# Waldemar Aurelio de Oliveira Filho
Waldemar Aurelio de Oliveira Filho, conosciuto come Mazinho o Mazinho II (Guarujá, 26 dicembre 1965), è un ex calciatore brasiliano, di ruolo attaccante.

## Carriera

### Club
Dopo l'inizio nel Santos, si trasferisce all'Esporte Clube Santo André; nel 1989 passa all'Atlético Paranaense dove con 3 reti in 10 partite si impone all'attenzione del Bragantino, che lo acquista nel 1990: con la maglia bianconera vince il Campionato Paulista. Nel 1993 viene acquistato dal Bayern Monaco che gli apre le porte del calcio europeo; dopo 11 gol in 46 presenze, viene mandato in prestito all'Internacional di Porto Alegre, con la quale segna per due volte in nove gare. Nel 1996 si trasferisce in Giappone, dove segna a ripetizione con la maglia del Kashima Antlers. Nel 2001 chiude la carriera con la maglia del Bragantino.

### Nazionale
Ha giocato 11 partite con la maglia della nazionale di calcio brasiliana, segnando due reti, e partecipando alla Copa América 1991.

## Statistiche

### Cronologia presenze e reti in nazionale
| Cronologia completa delle presenze e delle reti in nazionale ― Brasile | Cronologia completa delle presenze e delle reti in nazionale ― Brasile | Cronologia completa delle presenze e delle reti in nazionale ― Brasile | Cronologia completa delle presenze e delle reti in nazionale ― Brasile | Cronologia completa delle presenze e delle reti in nazionale ― Brasile | Cronologia completa delle presenze e delle reti in nazionale ― Brasile | Cronologia completa delle presenze e delle reti in nazionale ― Brasile | Cronologia completa delle presenze e delle reti in nazionale ― Brasile |
| Data                                                                   | Città                                                                  | In casa                                                                | Risultato                                                              | Ospiti                                                                 | Competizione                                                           | Reti                                                                   | Note                                                                   |
| ---------------------------------------------------------------------- | ---------------------------------------------------------------------- | ---------------------------------------------------------------------- | ---------------------------------------------------------------------- | ---------------------------------------------------------------------- | ---------------------------------------------------------------------- | ---------------------------------------------------------------------- | ---------------------------------------------------------------------- |
| 12-12-1990                                                             | Los Angeles                                                            | Messico                                                                | 0 – 0                                                                  | Brasile                                                                | Amichevole                                                             | -                                                                      |                                                                        |
| 27-2-1991                                                              | Campo Grande                                                           | Brasile                                                                | 1 – 1                                                                  | Paraguay                                                               | Amichevole                                                             | -                                                                      | 60’                                                                    |
| 27-3-1991                                                              | Buenos Aires                                                           | Argentina                                                              | 3 – 3                                                                  | Brasile                                                                | Amichevole                                                             | -                                                                      |                                                                        |
| 17-4-1991                                                              | Londrina                                                               | Brasile                                                                | 1 – 0                                                                  | Romania B                                                              | Amichevole                                                             | -                                                                      | \|13= 63’                                                              |
| 27-6-1991                                                              | Curitiba                                                               | Brasile                                                                | 1 – 1                                                                  | Argentina                                                              | Amichevole                                                             | -                                                                      | 74’                                                                    |
| 9-7-1991                                                               | Viña del Mar                                                           | Brasile                                                                | 2 – 1                                                                  | Bolivia                                                                | Coppa America 1991 - 1º turno                                          | -                                                                      | 63’                                                                    |
| 11-7-1991                                                              | Viña del Mar                                                           | Brasile                                                                | 1 – 1                                                                  | Uruguay                                                                | Coppa America 1991 - 1º turno                                          | -                                                                      | 82’                                                                    |
| 15-7-1991                                                              | Viña del Mar                                                           | Brasile                                                                | 3 – 1                                                                  | Ecuador                                                                | Coppa America 1991 - 1º turno                                          | 1                                                                      | 74’                                                                    |
| 19-7-1991                                                              | Santiago del Cile                                                      | Brasile                                                                | 2 – 0                                                                  | Colombia                                                               | Coppa America 1991 - Girone finale                                     | -                                                                      |                                                                        |
| 21-7-1991                                                              | Santiago del Cile                                                      | Brasile                                                                | 2 – 0                                                                  | Cile                                                                   | Coppa America 1991 - Girone finale                                     | 1                                                                      |                                                                        |
| 11-9-1991                                                              | Cardiff                                                                | Galles                                                                 | 1 – 0                                                                  | Brasile                                                                | Amichevole                                                             | -                                                                      | 72’                                                                    |
| Totale                                                                 |                                                                        | Presenze                                                               | 11                                                                     |                                                                        | Reti                                                                   | 2                                                                      |                                                                        |

## Palmarès

### Club

#### Competizioni statali
- Campionato paulista: 1

Bragantino: 1990

#### Competizioni nazionali
- Coppa J.League: 1

Kashima Antlers: 1997